# Carlos Gabriel Solórzano
Carlos Solórzano Bernárdez (La Ceiba, Departamento de Atlántida, 29 de septiembre de 1984) es un exfutbolista hondureño. Jugaba de lateral izquierdo y su último equipo fue el Real Sociedad de la Liga Nacional de Honduras.

## Trayectoria
Debutó profesionalmente con el Club Deportivo Vida en el año 2007. Permaneció en este club por los siguientes tres años y medio. A mediados de 2011 se anunció su llegada al Deportes Savio, con el cual jugó a préstamo por un año. En el segundo semestre de 2011, Solórzano vuelve a jugar con el Club Deportivo Vida,  equipo que lo hizo debutar hace algunos años atrás. El 2013 fue un buen año para su carrera, ya que logró consolidarse en el cuadro cocotero, acumulando un total de diecisiete partidos entre el Apertura 2013 y el Clausura 2014.
El Apertura 2014 lo jugó para el Parrillas One. Desde el Clausura 2015 juega en el Real Sociedad, en el cual logró clasificar a la liguilla en el último partido de las vueltas regulares derrotando a Motagua.

## Clubes
| Club                    | País     | Año         |
| ----------------------- | -------- | ----------- |
| Vida                    | Honduras | 2007 - 2010 |
| Deportes Savio (cesión) | Honduras | 2010 - 2011 |
| Vida                    | Honduras | 2011 - 2014 |
| Parrillas One           | Honduras | 2014        |
| Real Sociedad           | Honduras | 2015 - 2018 |